# Mercedes-Benz O 320
Der im Frühjahr 1951 vorgestellte Mercedes-Benz O 320 ist der erste Omnibus der Daimler-Benz AG, bei dem eine Frontlenker-Karosserie mit einem Heckmotor kombiniert wurde. Besondere Merkmale der Frontpartie sind die quer angeordneten Luftschlitze anstelle eines Kühlergitters und der mittig angeordnete Nebelscheinwerfer. Die Verkaufsbezeichnung war zunächst O 6600 H und wurde 1954 in O 320 geändert. Der O 6600 H und der Langhauber-Omnibus O 6600 hatten den gleichen Motor wie der LKW L 6600. Das H in der Typbezeichnung kennzeichnet den Heckmotor. Später wurde er auch als Oberleitungsbus mit der Typenbezeichnung O 6600 T angeboten, das T stand dabei für Trolleybus. Bis 1961 entstanden insgesamt 1935 Frontlenkerbusse, davon 363 Oberleitungsbusse. Während die Deutsche Bundesbahn 1952 nur zwei Probeexemplare beschaffte, stellte die Deutsche Bundespost zwischen 1953 und 1958 538 Busse in Dienst.

## O 6600 H

### Stadtomnibus
Der Stadtomnibus verfügt über druckluftbetätigte Leichtmetall-Falttüren vorn sowie in der Mitte und/oder hinten, außerdem auf der linken Seite über eine Fahrerklapptür.
Über den Radkästen befindet sich je eine dreisitzige Längsbank, zwischen den Radkästen auf der Fahrerseite fünf Zweisitzerstühle auf der gegenüberliegenden Seite wahlweise Längsbänke oder Zweisitzerstühle. Hinter dem hinteren Radkasten befindet sich bei Bussen mit Hecktür das Perron, bei Bussen ohne Hecktür eine Zweisitzerstuhlreihe und abschließend eine Sitzbank für fünf Personen.
Der Stadtomnibus konnte mit folgender Platzeinteilung bestellt werden:
- 37 Sitzplätze, 34 bzw. im Stadtbetrieb 62 Stehplätze
- 23 Sitzplätze, 44 bzw. im Stadtbetrieb 71 Stehplätze
- 41 Sitzplätze, 30 bzw. im Stadtbetrieb 37 Stehplätze

### Allwetter-Reise- und Überland-Omnibus
Der Allwetter-Reise und der Überland-Omnibus wurden als Pullman-Omnibusse beworben: „Bequem in seinen Sesseln zurückgelehnt hat der Fahrgast das angenehme Gefühl, in einem Schienen-Pullman-Wagen zu reisen“.
Abweichend vom Stadtomnibus haben beide serienmäßig Klapptüren auf der rechten Seite. Der Allwetter-Omnibus bietet gegenüber dem Überlandomnibus zusätzlich eine Dachrandverglasung und ein Webasto-Schiebedach. Die Dachrandverglasung war für den Überlandbus gegen Aufpreis erhältlich.
Im Innenraum befinden sich je Seite zehn Zweisitzer-Stühle mit Stahlrohrsitzgestellen, wobei die Sitzbänke über den Radkästen Rücken an Rücken angeordnet sind. Den Abschluss bildet eine Sitzbank für fünf Personen im Heck, der hintere Einstieg befindet sich unmittelbar davor. Im Mittelgang können zehn Einzelklappsitze und neben dem Fahrer eine klappbare Doppelsitzbank im Überlandbus oder zwei Klappsitze im Allwetter-Reisebus eingebaut werden, so dass Platz für bis zu 57 Fahrgäste vorhanden ist.

### Technik
Der Sechszylinder-Vorkammermotor mit 8,3 Litern Hubraum leistet 107 kW (145 PS). Die Kraftübertragung auf die Hinterachse übernimmt ein elektrisch schaltbares Getriebe, Fabrikat ZF Friedrichshafen, mit sechs vollsynchronisierten Gängen. Der quer im Heck liegende Motor ist nicht direkt auf das Fahrgestell montiert, sondern auf einen mit dem Chassis verschraubten Tragrahmen.
Das Fahrgestell ist beim O 6600 H anders aufgebaut als beim Lkw L 6600.

#### Technische Daten
Motor
- Baumuster: OM 315
- Zahl der Zylinder: 6
- Bohrung: 112 mm
- Hub: 140 mm
- Hubraum: 8276 cm3
- Höchstgeschwindigkeit: 80 km/h
- Kraftstoff-Normverbrauch: 21,6 Liter = 18,4 kg/100 km
- Leistung: 107 kW (145 PS) bei 2100/min

Fahrgestell
- Spurweite vorn: 1900 mm
- Spurweite hinten: 1765 mm
- Fahrgestellgewicht: 5300 kg
- Leergewicht: 9450 kg
- Höchstzulässiges Gesamtgewicht: 13800 kg (15550 kg im Stadtbetrieb)
- Höchstzulässiges Gesamtgewicht mit Anhänger: 21800 kg (23500 kg im Stadtbetrieb)
- Bereifung: 11,00–20
- Wendekreis: 22 m
- Kraftstoffbehälter-Inhalt: 190 Liter

## O 6600 T
Die Oberleitungsbus-Variante O 6600 T war mit 363 Exemplaren der meistproduzierte deutsche Obus-Typ. Hiervon wurden allerdings 350 Wagen in den Jahren 1952 und 1953 in die argentinische Hauptstadt Buenos Aires exportiert (Nummern 131 bis 480). Die elektrische Ausrüstung wurde von Kiepe zugeliefert. In Deutschland erhielten der Oberleitungsbus Offenbach am Main (neun Wagen, ursprüngliche Nummern 58 bis 66; 1964 wie folgt umnummeriert: 58=68, 59=69, 60=67), der Oberleitungsbus Kaiserslautern (Nummer 107, Baujahr 1953) und der Oberleitungsbus Pirmasens (Nummer 7, Baujahr 1953) Fahrzeuge dieses Typs. Zusätzlich existierten zwei 1952 und 1953 gebaute Vorführwagen, die 1957 der Oberleitungsbus Rheydt ankaufte und mit den Nummern 88 und 89 in Betrieb nahm. Die Offenbacher Wagen 65 und 67 gelangten 1966/67 gebraucht ebenfalls nach Rheydt, wo sie die neuen Nummern 71 und 87 erhielten.

### Technik
Die Technik des Fahrgestells ist dieselbe wie beim O 6600 H. Anders als bei diesem ist jedoch kein Dieselmotor, sondern ein Reihenschluss-Einkommutatormotor eingebaut. Dieser wurde von verschiedenen Herstellern zugeliefert.

### Technische Daten
Motor
- Reihenschlusseinkommutatormotor
- Stundendrehmoment: 905 N·m bei 950–1100 min−1
- Stundenleistung: Im Bereich von 950–1100 min−1, entspricht 90–104 kW
- Höchstdrehzahl: 3000 min−1
- Höchstdrehmoment: 1.570 N·m
- Spannung: 550–650 V
- Stromstärke: ca. 300 A
- Masse: 700–770 kg

Fahrgestell
- Spurweite vorn: 1900 mm
- Spurweite hinten: 1765 mm
- Leergewicht: 8800 kg
- Bereifung: 11,00–20
- Wendekreis: 22 m

Sonstige Daten
- Höchstgeschwindigkeit: 60 km/h